# Leinøya
Die Leinøya ist eine norwegische Insel in der Kommune Herøy in der Provinz (Fylke) Møre og Romsdal. Die Inseln ist die östlichste der Inselgruppe Sørøyane („Südinseln“).

## Geografie
Die Insel liegt südwestlich der Stadt Ålesund in der Gemeinde Herøy. Im Westen, durch die Meerenge Straumane getrennt, liegt die Bergsøya und im Nordwesten die Remøya. Im Süden befinde sich die Sowohl die Bergsøya als auch die Remøya ist mit einer Straßenbrücke verbunden. Im Süden besteht eine Brücke zur Gurskøya, eine Insel, die aber nicht zur Inselgruppe der Sørøyane gehört. Die höchste Erhebung ist das Leinehornet im Nordwesten der Insel mit einer Höhe von etwa 364 moh.
Die Ortschaft Torvik an der Ostküste der Insel wird seit 1972 von der Schiffslinie Hurtigruten angelaufen. Weitere Orte auf der Insel sind Bølandet im Nordosten, Leinstrand im Westen sowie Røyra im Süden.